# Poecilognathus xanthogaster
Poecilognathus xanthogaster är en tvåvingeart som först beskrevs av Hall 1976.  Poecilognathus xanthogaster ingår i släktet Poecilognathus och familjen svävflugor. Inga underarter finns listade i Catalogue of Life.